# Selenocosmia compta
Selenocosmia compta är en spindelart som beskrevs av Kulczynski 1911. Selenocosmia compta ingår i släktet Selenocosmia och familjen fågelspindlar. Inga underarter finns listade i Catalogue of Life.